# Gordian Warrior
Gordian Warrior (яп. 闘士ゴーディアン Тоси Годиан, «Гордианский Воин») — японский аниме-сериал, выпущенный студией Tatsunoko Production. Транслировался по телеканалу Tokyo 12 TV с 7 октября 1979 года по 27 февраля 1981 года. Всего выпущены 73 серии аниме. Сериал был также дублирован на французском, итальянском и испанском языках.

## Сюжет
Действие происходит в неопределённом будущем. Земля выжжена и теперь покрыта пустынями. Остатки выживших людей пытаются снова построить новые города. Сюжет разворачивается вокруг Дайго Отаки, молодого сироты, который всё это время жил с дядей. Когда Дайго вырастает, он узнаёт, что его отец был гениальным учёным и создал город Виктороград, а им управляет сестра Дайго — Саори. Так сестра убеждает Дайго взять и своё наследие — супер-робота Гордиана, аналога которого нет нигде. Город внезапно атакует инопланетная цивилизация, известная как Мадоктеры. Дайго решает присоединиться к 18 боевому полку правоохранительных органов, которые будут защищать Виктороград от злых инопланетян.

## Список персонажей
- Дайго — главный герой и сын гениального учёного Отаки. Был воспитан в небольшом посёлке родным дядей. Эксперт по американскому футболу. В начале истории добровольно вступает в армию обороны, однако скоро сталкивается с проблемой, связанной с плохим соблюдением дисциплины.
- Саори — старшая сестра Дайго. Имеет длинные светлые волосы и носит зелёный костюм. Именно она впервые передала Гордиана брату. Поддерживает его и стремится помочьи чем может. Живёт в секретной базе Сантори с Розой.
- Роза — девушка-подросток со светлыми волосами и красными шортами. Выполняет роль помощника Саори. Конкурирует с Пегги за внимание в свою сторону.
- Тёкома — сирота. Живёт в Сантори и часто сопровождает Розу вместе с Саори.
- Пегги — молодая женщина-солдат. Стала с самого начала проявлять интерес с Дайго. Читает нравоучение парню при попытке сделать его более зрелым и взрослым.
- Барри Хак — главнокомандующий. Хотя он очень жёсткий и требует железное выполнения правил, сильно привязан с своим подчинённым.
- Мадоктеры — инопланетная раса, которая возомнила себя «избранной», так они решили покорить всю галактику и уничтожить всех людей, как «недоразвитых существ». Особенно их предводитель Докума жаждет власти.

## Роли озвучивали
- Ёсито Ясухара — Дайго Отаки
- Ё Иноэ — Пити
- Рокуро Ная — Барихок
- Киёнобу Судзуки — Дальф
- Хироси Масуока — Аннондзи
- Гара Такасима — Саори Отаки
- Рихоко Ёсида — Роза
- Рэйко Судзуки — Тёкома
- Ясуо Мурамацу — Докума
- Ёсино Отори — Эриас
- Юсаку Яра — Клориас
- Масато Ибу — Троскулус / Голос за кадром